# Lei de Boyle-Mariotte

Animação exibindo a relação entre pressão e volume quando a temperatura e o número de partículas estão constantes. Ao lado, gráfico demonstrando a pressão em função do volume variando conforme a animação.

Lei de Boyle-Mariotte (geralmente citada somente como Lei de Boyle) enuncia que a pressão absoluta e o volume de uma certa quantidade de gás confinado são inversamente proporcionais se a temperatura permanece constante em um sistema fechado. Em outras palavras, ela afirma que o produto da pressão e do volume é uma constante para uma devida massa de gás confinado enquanto a temperatura for constante. A lei recebe o nome de Robert Boyle, que a publicou em 1662, e de Edme Mariotte, que posteriormente realizou o mesmo experimento e o publicou na França, em 1676, sem ter tido conhecimento dos trabalhos de Boyle.
Segundo a lei enunciada pelos dois cientistas: em um gráfico pressão x volume, sob uma temperatura constante, o produto entre pressão e volume deveria ser constante, se o gás fosse perfeito. Existe uma temperatura em que o gás real aparentemente obedece à lei de Boyle-Mariotte. Esta temperatura é chamada de temperatura de Mariotte. 

## História

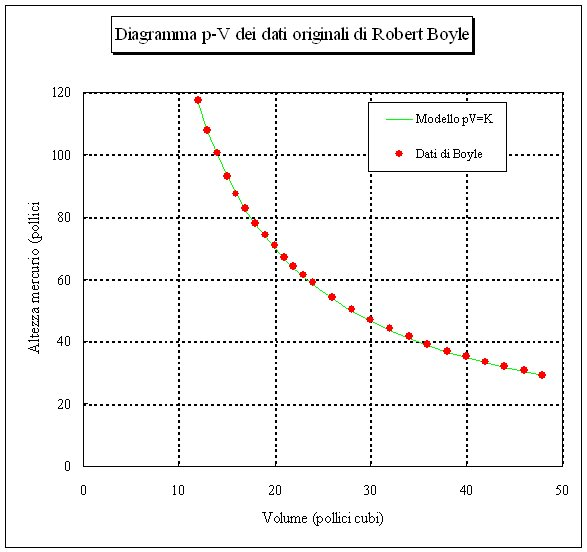
Gráfico dos dados originais de Boyle comparados ao modelo.

A relação entre pressão e volume foi primeiramente observada por dois cientistas amadores, Richard Towneley e Henry Power. Boyle confirmou a descoberta de ambos e publicou os resultados. De acordo com Robert Gunther e outras autoridades foi Robert Hooke, assistente de Boyle, quem construiu os aparelhos para os experimentos. As leis de Boyle são baseadas em experimentos com ar, que ele considerou ser um fluido de partículas em repouso entre pequenas molas invisíveis. Naquela época, ar ainda era considerado como um dos quatro elementos dos alquimistas, embora Boyle discordasse. O interesse de Boyle era provavelmente compreender o ar como um elemento essencial da vida; por exemplo, ele publicou trabalhos sobre o crescimento de plantas sem ar. O físico francês Edme Mariotte (1620–1684) descobriu a mesma lei independentemente de Boyle em 1676, embora Boyle já houvesse publicado os dados em 1662. Portanto esta lei referida como Lei de Boyle-Mariotte ou simplesmente como Lei de Mariotte. Mais tarde, em 1687, na Philosophiæ Naturalis Principia Mathematica, Newton exibiu matematicamente que, se um fluido elástico  constituído de partículas em repouso, entre as quais existem forças repulsivas inversamente proporcionais à sua distância, a densidade será diretamente proporcional à pressão, mas esta prova matemática não é a explicação física para a relação observada. Ao invés de uma teoria estática, é necessária uma teoria cinética que foi fornecida dois séculos depois por Maxwell e Boltzmann.

## Definição
A lei pode ser definida da seguinte forma:

### Relação para teoria cinética e os gases ideais
A lei de Boyle-Mariotte afirma que à temperatura constante para uma quantidade fixa de massa, a pressão absoluta e o volume de um gás são inversamente proporcionais. A lei também pode ser definida de uma maneira um pouco diferente: que o produto entre volume e pressão é sempre constante.
A maioria dos gases se comporta como gases ideais a pressões e temperaturas moderadas. A tecnologia do século XVII não podia produzir pressões altas ou temperaturas muito baixas. Portanto, a lei não aparentava ter limitações no momento da publicação. Conforme avanços tecnológicos permitiam pressões maiores e temperaturas menores, desvios do comportamento de gás ideal tornaram-se notáveis, e a relação entre pressão e volume somente pode ser descrita com precisão utilizando-se a teoria do gás ideal. O desvio é relacionado com o coeficiente de compressibilidade.
Robert Boyle (e Edme Mariotte) obtiveram a lei somente de forma experimental. A lei pode ser obtida também de forma teórica baseada na existência de átomos e moléculas e assumindo colisões perfeitamente elásticas (veja teoria cinética dos gases). No entanto estas suposições eram vistas com enorme resistência entre a comunidade científica positivista da época, sendo vistas somente como construções puramente teóricas para as quais não havia a menor evidência observacional.  
Daniel Bernoulli em 1737–1738 deduziu a lei de Boyle-Mariotte utilizando as leis de Newton com aplicação a nível molecular. Ela permaneceu ignorada até por volta de 1845, quando John Waterston realizou uma publicação construindo os maiores princípios da teoria cinética; este foi rejeitado pela Royal Society. Posteriormente trabalhos de James Prescott Joule, Rudolf Clausius e em particular de Ludwig Boltzmann estabeleceram firmemente a teoria cinética dos gases e trouxe o foco para ambas as teorias de Bernoulli e Waterston.
O debate entre defensores do energética e atomismo levaram Boltzmann a escrever um livro em 1898, que enfrentou criticas até o seu suicídio em 1906. Albert Einstein, em 1905, mostrou como a teoria cinética se aplicava ao movimento browniano de uma partícula de fluido suspenso, que foi confirmada em 1908 por Jean Perrin.

### Equação
A equação matemática da lei de Boyle-Mariotte é:
{\displaystyle PV=k}
onde:
{\displaystyle P} representa a pressão do sistema;
{\displaystyle V} representa o volume do gás;
{\displaystyle k} é uma constante.
Enquanto a temperatura permanecer constante a mesma quantidade de energia permanece através da operação e portanto, teoricamente, o valor de k permanecerá constante. No entanto, devido a derivação da pressão como força perpendicular aplicada e a probabilística probabilidade de colisão com outras partículas através da teoria das colisões, a aplicação de força a uma superfície pode não ser infinitamente constante para certos valores de k, mas terá um limite quando tais valores são diferenciados em um dado tempo.
Forçando a aumentar o volume V de uma quantidade fixa de gás, mantendo o gás a temperatura inicial, a pressão P deve diminuir proporcionalmente. Reciprocamente, reduzir o volume do gás aumenta a pressão. 
A lei de Boyle é usada para prever o resultado de se introduzir uma mudança, somente de volume ou pressão, a um estado inicial de uma quantidade fixa de gás. O volume e a pressão antes e depois da quantidade fixa de gás, onde as temperaturas antes e depois são iguais (aquecimento ou resfriamento serão necessários para alcançar essas condições), estão relacionadas pela equação: 
{\textstyle P_{1}V_{1}=P_{2}V_{2}.\,}
Aqui, {\displaystyle P_{1}} e {\displaystyle V_{1}} representam a pressão e volume originais, respectivamente, e {\displaystyle P_{2}} e {\displaystyle V_{2}} representam a segunda pressão e volume.
As lei de Boyle, lei de Charles, e lei de Gay-Lussac formam, juntamente com a lei de Avogadro, a lei dos gases ideais.